# Ovilla (Teksas)
Ovilla je grad u američkoj saveznoj državi Teksas. Prema popisu stanovništva iz 2010. u njemu je živjelo 3.492 stanovnika.